# Diane Auger
Diane Auger est une artiste peintre et sculptrice canadienne née en 1956 à Barraute, au Québec.

## Biographie
Originaire de Barraute en Abitibi-Témiscamingue, Diane Auger, née en 1956,  passe son enfance près de la nature. Elle s’installe ensuite à Québec pour ses études à l’Université Laval et revient finalement en Abitibi-Témiscamingue, à Rouyn-Noranda, en 1982,,.
En 1980, Diane Auger est bachelière en arts visuels à l'Université Laval de Ste-Foy et termine, en 1981, un certificat en didactique des arts plastiques dans cette même université.
De retour en région en 1982, elle occupe le poste d’enseignante en arts plastiques au secondaire et est chargée de cours à l’Université du Québec en Abitibi-Témiscamingue. Elle donne aussi des cours de dessin, de peinture et de sculpture à son atelier durant un peu plus de 15 ans et des cours de dessin à l’Université du libre-savoir de 2009 à 2017. L'université du libre savoir est un organisme qui dispense des cours pour le troisième âge en Abitibi-Témiscamingue. 
Madame Auger fait partie depuis 2002 du Répertoire culture-éducation, qui est administré par le ministère de la Culture et des Communications, et est également active dans le milieu scolaire par le biais du  programme La culture à l’école du Ministère de l'Éducation et de l'Enseignement Supérieur.
Les œuvres de Diane Auger sont parfois abstraites, parfois figuratives. La nature est toujours pour elle, source d'inspiration de même que les formes végétales, le dessin du plumage des oiseaux, leur vol ou leur chant. Les cervidés, les renards, les lièvres et les écureuils, par leur présence, amènent une part d’enchantement dans son quotidien. La magie qu’elle y perçoit se reflète dans ses sculptures et ses peintures où l’on découvre des visages et des formes aux allures de fées et des personnages mystiques. Durant un temps, elle a aussi exploré la sculpture sur neige qui lui a permis de peaufiner ses aptitudes manuelles pour la sculpture. Dans ses sculptures, elle crée des bas-reliefs par modelage de pâte et de papier. Elle maîtrise depuis quelques années les techniques de la fibre cellulose. Comme il s’agit essentiellement de papier, Diane Auger expérimente aussi la possibilité de mouler les créations afin de permettre l’exposition extérieure.
En 2018, elle obtient le Prix d’honneur de la ville de La Sarre et le Prix d’excellence du Conseil des métiers d'art du Québec lors de la Triennale en métiers d’art,. En 2016, elle réalise une œuvre extérieure dans le cadre du Projet patrimonial : du quartier de Beaudry à Rouyn-Noranda. En 2011, elle réalise une sculpture de bronze imposante située à Malartic sur le thème de La famille. 
Au cours de sa carrière, elle participe à plus de 125 expositions de groupe, à 11 créations devant public et à 24 expositions solo, dont les titres témoignent de sa sensibilité au fantastique qu’elle transpose dans son univers abitibien : Du visible à l’invisible, Les Fées voyagent, La Suite hérons, Nature sauvage, La Forêt étoilée, Les Elfes du lac, Visage/Vision, Murmures.
On fait aussi appel à elle pour des jurys locaux pour la sélection de projets au Conseil de la culture de l'Abitibi-Témiscamingue, en 2015 à Rouyn-Noranda, en 2005 et 2006, pour le Concours provincial de sculpture sur neige à la Fête d'hiver à Rouyn-Noranda et pour le Fonds consacré aux Arts et aux Lettres de l’Abitibi-Témiscamingue (CALQ) en 2002.
Son conjoint, Luc Boyer est artiste-sculpteur.
Elle est membre du Conseil des métiers d’art du Québec et du Conseil de la culture de l'Abitibi-Témiscamingue.

## Emplois
- Depuis 2002, participations régulières au Programme Artiste à l’école du ministère de la Culture et des Communications du Québec[5],[10].
- 2009 à 2017,  cours de dessin à l'Université du libre-savoir, Rouyn-Noranda.
- 2004,  illustrations  pour le Journal de Montréal et le journal La Frontière de Rouyn-Noranda.
- 1996, Mon animal totem, conservatrice pour exposition collective, L'écart, lieu d'art actuel, Rouyn-Noranda[11].
- 1993-2010,  cours privés : dessin, peinture et sculpture, Rouyn-Noranda.
- 1992, 1993 et 1998,  enseignante au Cégep de l’Abitibi-Témiscamingue (formation continue).
- 1988 et 1989,  chargée de cours à l'Université du Québec en Abitibi-Témiscamingue.

## Expositions solo
- 2023, Nature, Galerie Rock Lamothe - art contemporain, Rouyn-Noranda[12].
- 2022, L'âme des arbres, Centre d'exposition d'Amos, Amos.
- 2011, Du visible à l’invisible, Centre d’art Rotary, La Sarre[8],[13].
- 2010, Du visible à l’invisible, Centre d’exposition de Rouyn-Noranda[14].
- 2005, Murmures, Bibliothèque municipale, Barraute, Abitibi-Témiscamingue.
- 2003, Visage / Vision, White Water Gallery, North Bay, Ontario.
- 1999 et 2001, Les Elfes du Lac, Ville-Marie, La Sarre, Rouyn-Noranda et Amos.
- 1996, La forêt étoilée, Bibliothèque municipale de Barraute, Abitibi-Témiscamingue.
- 1994, Miniatures, Bibliothèque municipale de Barraute.
- 1993, Nature sauvage, Centre culturel La Ronde, Timmins, Ontario[14].
- 1990 et 1991, La Suite hérons, La Sarre et Ville-Marie.
- 1989 et 1990, Les Fées voyagent, Amos, Rouyn-Noranda et Val-d'Or.

## Expositions collectives
- 2021,Triennale en métiers d’art, Salon des métiers d'art, Palais des congrès, Montréal, Centre Materia, Québec, Espace Pierre-Debain, Gatineau, Centre d'art Rotary, La Sarre.
- 2018, Triennale en métiers d’art, Espace Pierre-Debain, Gatineau[15].
- 2018, Triennale en métiers d’art, Centre d’art Rotary, La Sarre[16],[17].
- 2016, La mesure du temps, Centre d’exposition, Amos et Rouyn-Noranda.
- 2015, Hé ben, dis-donc, Centre d’exposition, Val-d’Or.
- 2015, Triennale en métiers d’art, Centre d’art Rotary, La Sarre[18].
- 2014, Exposition repérage, Collection Loto-Québec, Centre d’exposition, Val-d’Or[19],[20].
- 2014, Dans la mire, Regards sur la chasse, Centre d’exposition, Amos.
- 2014, 2013, 2012, 2011, 2008, Le Rendez-vous du Fonds municipal d'art contemporain (FMAC) , Centre d’exposition et Fontaine des Arts, Rouyn-Noranda[21],[14].
- 2013 à 2017, Exposition/vente bénéfice 100 $ /pi2, L'Écart, lieu d'art actuel, Rouyn-Noranda[22].
- 2013, Il était 40 fois, Centre d’exposition, Rouyn-Noranda[23].
- 2010, 2008, 2006, 2000, 1998, 1996, 1994, Biennale internationale d’art miniature, Ville-Marie, Abitibi-Témiscamingue.
- 2009, 2007, 2005,  Participation à l'Internationale d’art miniature de Lévis.
- 2009, Renaissance, (C.S.Q.) Centre culturel Jacques Auger, Gatineau.
- 2008, Fragments/accumulations/débordements, Repérage pour la Collection Loto-Québec, Rouyn-Noranda.
- 2008, La sculpture dans tous les sens, Galerie Montcalm, Gatineau.
- 2007, Festival Recycl’art, Maison des Arts et de la Culture, St-Faustin.
- 2008, 2007, 2006, Festival Recycl’art, Conseil de la Sculpture du Québec, Montpellier, Outaouais[24],[25].
- 2006, Perspectives témiscabitibiennes, repérage pour la Collection Loto-Québec, Val-d’Or.
- 2000, Prima Hydro-Québec, Place Bonaventure, Montréal et tournée de l'exposition en Abitibi-Témiscamingue.
- 2000, PassArt : Passage 1999-2000, Rouyn-Noranda[26].
- 1998, Exposition Concours Télébec, Centre d’exposition, Rouyn-Noranda.
- 1998, 97 ans après 1900, Rouyn-Noranda et  Ville-Marie.
- 1994, Ninth annual International Exhibition of Miniature Art, Toronto.

## Prix et mentions
- 2018, Prix d’honneur, Triennale en métiers d’art, Ville de La Sarre[6].
- 2018, Prix d’excellence, Triennale en métiers d’art, Conseil des métiers d’art du Québec[27].
- 2000, 3e prix, Prima Hydro-Québec, 7e édition, Abitibi-Témiscamingue[28].
- 1992, 2e Prix concours régional de sculpture sur neige, Rouyn-Noranda
- 1987,  Mention d'honneur, 1er Grand prix de peinture canadien, Saint-Eustache[29].

## Œuvres publiques et publications

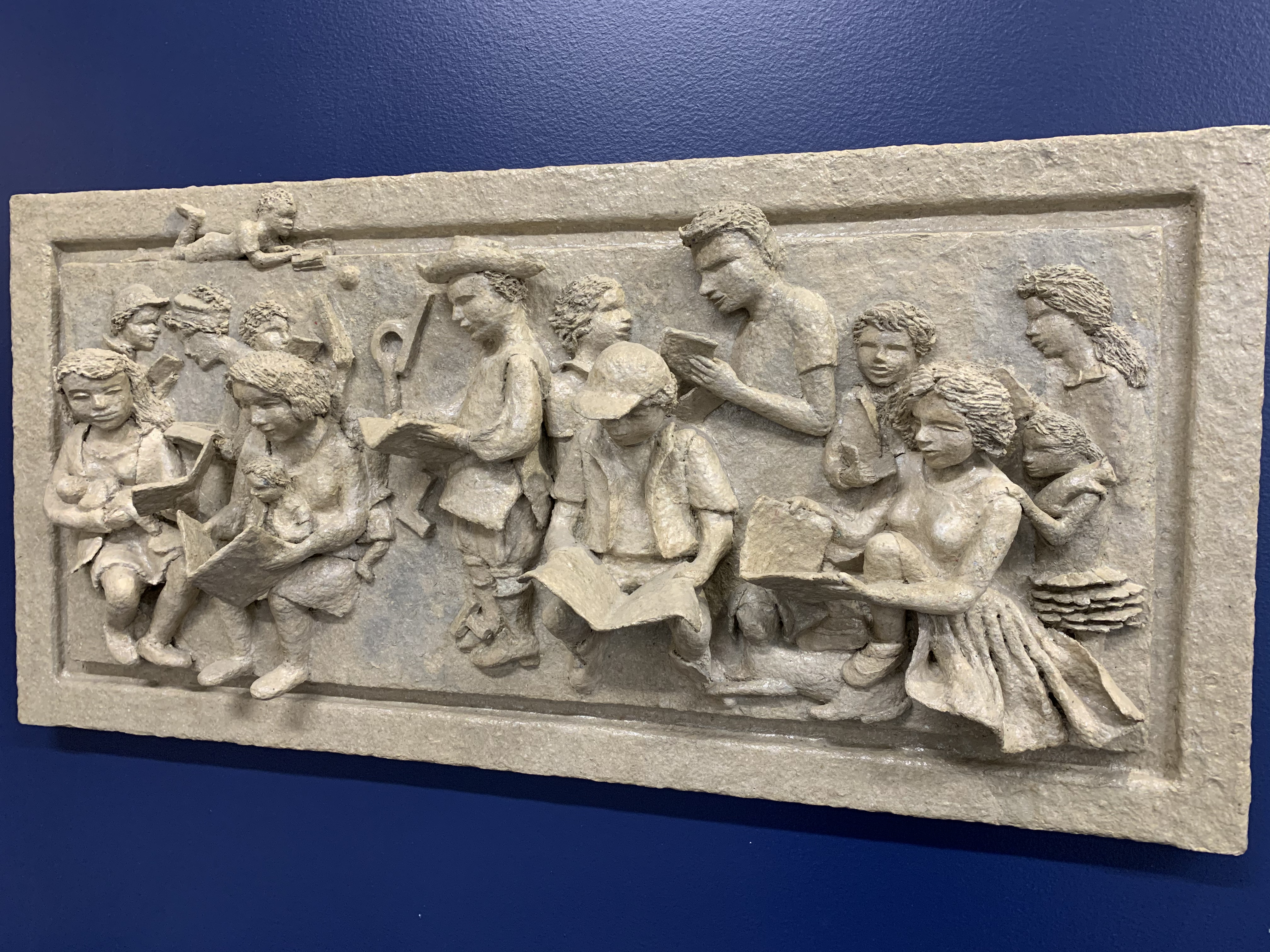
Oeuvre de Diane Auger, bas-reliefs par modelage de pâte de papier, 2013.

- 2019, Illustrations de projet, Contes et légendes avec les élèves de l'école Notre-Dame-de-Grâce, Rouyn-Noranda[30].
- 2016, L’Or gris des falaises, projet patrimonial CulturAT, réalisation d'un relief pour le quartier Beaudry, Rouyn-Noranda[31],[32],[33].
- 2013, Œuvre Chevaliers de la lettre et réalisation d'un trophée annuel (10 ans) pour les bibliothèques,  Réseau BIBLIO Abitibi-Témiscamingue/ Nord-du-Québec, Rouyn-Noranda.
- 2012, Œuvre Aventuriers dans la forêt de mots, Bibliothèque municipale, Rouyn-Noranda.
- 2011, Alcôve, La Famille, sculpture extérieure, Parc linéaire de Malartic[34].
- 2000, Le Gardien de la récolte, Illustration, brochure institutionnelle, Université du Québec en Abitibi-Témiscamingue (UQAT).
- 1998, Illustration page couverture de l’annuaire téléphonique de Télébec inc.
- 1990, L'Abitibi-Témiscamingue en peinture, Jacques de Roussan, Éditions Pointe-Claire, Roussan[35].

## Œuvres devant public
- 2010,  L’Humain et la matière, Rouyn-Noranda.
- 2006,  Sculpture urbaine, Centre d'expositions de Rouyn-Noranda.
- 2005,  Participation, Aiguebelle en spectacle, parc d’Aiguebelle, Rouyn-Noranda.
- 2003, Fronterre,, résidence d’artiste au Château de Thozée, Fondation Félicien Rops, Mettet, Belgique.

## Collections
Collection Jacqueline Plante, Fondation UQAT, Rouyn-Noranda.
Collection MA musée d’art, Rouyn-Noranda.
Fonds municipal d’art contemporain (FMAC) 2012, Ville de Rouyn-Noranda.
Œuvre originale page couverture annuaire téléphonique 1998, Télébec Inc, Val-d’Or.
10 miniatures de la série "La forêt étoilée" par Caisses Desjardins, Rouyn-Noranda en 1996.